# Vodilica
Vodilica je strojni dio koji osigurava pravocrtno gibanje pomičnih dijelova prema nepomičnima. Vodilicama se, pri djelovanju vanjske sile, ostvaruje pravocrtno gibanje pomičnih dijelova u uređajima, aparatima, instrumentima i strojevima. Pomični i nepomični dio vodilice dijelovi su zgloba za pravocrtno gibanje. Mnogobrojne izvedbe vodilica posljedica su nastojanja konstruktora da se pri pravocrtnome gibanju postigne najmanji otpor, to jest trenje. Vodilice se prema načelu djelovanja dijele na:
- klizne vodilice,
- valjne vodilice,
- elastične vodilice.

## Klizna vodilica
Klizna vodilica ima neposredan dodir pomičnog dijela (klizača) i nepomičnog dijela (klizne staze) i zato pri vođenju nastaje trenje klizanja. Dodir klizača i klizne staze može biti površinski (niži zglob) ili na crti (viši zglob). Trenje je klizanja veće kod kliznih vodilica s površinskim dodirom, no one zato podnose veća opterećenja. 
Da bi trenje klizanja bilo što manje, dijelovi kliznih vodilica se izrađuju od materijala s malim koeficijentom trenja (µ), dodirne površine se fino obrađuju i vodilice se podmazuju. Povrh malog koeficijenta trenja µ važno je da su materijali otporni na trošenje i da imaju dobra adhezijska svojstva (prianjanje) prema mazivu. Najčešći materijali izrade jesu: čelik, aluminij i slitine aluminija, bronce, nodularni i sivi ljevovi, slitine titanija i polimerni materijali. Obično je klizna staza tvrđa od klizača. 
Podmazivanje kliznih vodilica može biti hidrodinamično, hidrostatično i zračnostatično. Pri hidrodinamičnome podmazivanju između kliznih površina dovodi se mazivo pod atmosferskim tlakom. Na početku rada dolazi do takozvanog trzajnoga trenja koje je to izraženije što su brzine klizanja manje. Trzajno trenje prestaje nakon što klizač pri gibanju razmaže mazivo po kliznim površinama, to jest stvori jednolično tanak sloj maziva. Pri hidrostatičnom ili zračnostatičnome podmazivanju neposredno prije i za vrijeme gibanja dovodi se mazivo ili zauljeni zrak pod većim tlakom pa nema trzajnoga trenja. Klizne vodilice sa slojem stlačenoga zraka između kliznih površina zračne su klizne vodilice. Sredstva za podmazivanje vodilica ista su kao za klizne ležaje.

### Podjela
Klizne vodilice dijele se prema obliku kliznoga tijela i prema međusobnom odnosu kliznoga tijela i klizne staze, to jest zatvaranju. Prema obliku klizača vodilice mogu biti: cilindrične, plosnate ili prizmatične, a prema zatvaranju: zatvorene i otvorene. 

#### Zatvorene klizne vodilice
Kod zatvorenih kliznih vodilica klizač je učvršćen u svima smjerovima okomitim na pravac gibanja i može se izdvojiti samo po pravcu gibanja. Zato može doći do ukliještenosti klizača u kliznoj stazi. Ukliještenost nije moguća uz dovoljnu duljinu vođenja (duljina dodira klizača i klizne staze). Kada sila djeluje na pravcu uzdužne osi kliznoga tijela, do ukliještenosti ne može doći, jer je sila uvijek veća od sile trenja. No, kada sila djeluje ekscentrično na nekom kraku, ona stvara moment sile koji može izazvati ukliještenost. Za veću silu i veću duljinu vođenja, ukliještenost se može ukloniti. Ali kod većih duljina vođenja veće je trenje i zagrijavanje, a da bi se to spriječilo, konstruiraju se dvodirne klizne vodilice. 
Kod cilindričnih zatvorenih kliznih vodilica, često treba onemogućiti okretanje kliznoga tijela u kliznoj stazi. To se postiže pogodnim konstrukcijskim rješenjima (na primjer pretvaranjem cilindričnog u translacijski zglob). Zatvorene klizne vodilice za točno vođenje moraju imati malu zračnost između kliznoga tijela i klizne staze. Zračnost manja od 0,5 mm omogućuje neprekidni sloj maziva i sprječava zaribavanja pri promjenama radne temperature. Zračnost se postiže izborom ovih labavih dosjeda:
- H7/g6, H7/h8, H7/h6 I H7/f7 iz sustava zajedničkoga provrta i
- h11/D11 i h9/D11 iz sustava zajedničke osovine.

Cilindrične klizne vodilice mogu imati puni i šuplji klizač. Vodilice sa šupljim klizačem (cijevne vodilice) česte su u preciznoj mehanici jer su lagane pa je sila vođenja mala. 

#### Otvorene klizne vodilice
Kod otvorenih kliznih vodilica može doći do prevrtanja kliznoga tijela jer je dodir s kliznom stazom osiguran samo u smjeru djelovanja sile teže. Kada je sila teža premala, na klizač treba djelovati dodatna sila (na primjer sila opruge). 
Prizmatičnim i plosnatim kliznim vodilicama treba se koristiti kada je potrebno dugotrajnije točno vođenje. Za te vodilice nisu potrebni fini dosjedi i stoga su jeftinije. Prizmatične i plosnate klizne vodilice mogu se koristiti s umetkom za ugađanje. Umetak omogućuje ugađanje zračnosti i zamjenjuje se novime kada se zbog trošenja zračnost poveća iznad dopuštene mjere.

## Valjna vodilica
Valjna vodilica ima posredan dodir između klizača i klizne staze (pomičnog i nepomičnog dijela vodilice) jer su između umetnuta valjna tijela, koja mogu biti kuglice, valjčići, iglice i kotačići. Pri pravocrtnome gibanju pomičnoga dijela valjna se tijela okreću oko svoje osi, pa u valjnim vodilicama nastaje trenje valjanja ili kotrljanja. Materijali za valjne vodilice su isti kao za valjne ležaje. Mnogobrojne konstrukcijske izvedbe mogu se razvrstati u 3 skupine:
- cilindrične valjne vodilice:
  - cilindrična valjna vodilica s kavezom i
  - vodilica s kugličnim ležajima za pravocrtno vođenje,
- plosnate valjne vodilice:
  - slobodnovodeće valjne vodilice i
  - valjna vodilica s valjnim tijelima u obliku beskonačne vrpce,
- valjne vodilice s kotačićima.

Kod cilindrične valjne vodilice s kavezom između okrugloga pomičnoga dijela i staze valjna su tijela povezana kavezom, najčešće izrađenim od polimernoga materijala. Valjna vodilica s kugličnim ležajima za pravocrtno vođenje ima u tijelu kugličnoga ležaja nekoliko zatvorenih staza u kojima se pri vođenju gibaju kuglice povezane kavezom od poliamida. 
Kod plosnatih valjnih vodilica su valjna tijela smještena između ravnih površina pomičnoga dijela i staze. Valjna tijela mogu biti povezana kavezom ili je vodilica bez kaveza. Valjna tijela mogu biti povezana u obliku beskonačne vrpce (poput gusjenice tenka). Kod vodilica bez kaveza (slobodnovodeće) valjna tijela se nalaze unutar žljebova između pomičnog i nepomičnoga dijela vodilice. 
Valjne vodilice s kotačićima dobiju se ugradnjom dijelova koji se sastoje od nosača s osovinom na kojoj je kotačić. Potreban broj nosača s kotačićem pričvrsti se za kućište (ili postolje) konstrukcije. Ove su vodilice vrlo isplative jer se razmještaj i broj kotačića može prilagoditi zahtjevima konstrukcije. Umjesto kotačića mogu u nosaču biti poprječni kuglični ležaji. Takve vodilice imaju vrlo malo trenje.

## Elastične vodilice
Elastične vodilice imaju ugrađene opružne dijelove čijom se elastičnom deformacijom ostvaruje fino pravocrtno vođenje pomičnoga dijela. Dio koji se vodi veže se za opružne dijelove, a oni se pričvrste za nepomični dio vodilice. Pomični i nepomičnki dio nisu u dodiru pa nema trenja. Pomaci vođenoga dijela posljedica su djelovanja vanjskog opterećenja kojime se elastično deformira opružni dio. Reguliranjem vrijednosti opterećenja postiže se potreban pravocrtni pomak. Pravocrtno se vođenje može ostvariti sljedećim oprugama:
- ravna ili valovita membrana,
- valoviti cjevasti mijeh,
- tlačna ili vlačna zavojna valjkasta opruga,
- protusilnik stalne sile,
- konzolna opruga.

Pravocrtni pomaci elastičnih vodilica s membranama ili valovitim cjevastim mijehom najčešće se postižu djelovanjem fluida (tekućina ili plin) pod tlakom. 

## Primjena
Vodilice imaju veliku primjenu i koriste se u svim uređajima, strojevima i aparatima u kojima se dijelovi moraju pravocrtno gibati. Potpuna određenost gibanja postiže se vodilicama. Vodilice se ugrađuju u računalne pisače, fotokopirne uređaje, glazbene linije, videouređaje, disketne i CD pogone u računalima, mjerila (na primjer pomično mjerilo i mikrometar), zatim u pisače strojeve, konfekcijske strojeve, alatne strojeve i tako dalje.